# Elysia canguzua
Elysia canguzua är en snäckart som beskrevs av Er. Marcus 1955. Elysia canguzua ingår i släktet Elysia och familjen sammetssniglar. Inga underarter finns listade i Catalogue of Life.